# عماد هاشم
عماد هاشم (انگلیسی: Emad Hashim؛ زادهٔ ۱۰ فوریهٔ ۱۹۶۹) یک بازیکن فوتبال اهل عراق است.
از باشگاه‌هایی که در آن بازی کرده‌است می‌توان به الشرطه، و الزورا اشاره کرد.
وی همچنین در تیم ملی فوتبال تیم ملی فوتبال عراق بازی کرده است.